# وانبل (داکوتای جنوبی)
وانبل(به انگلیسی: Wanblee) شهری در ایالت داکوتای جنوبی کشور ایالات متحده آمریکا است که جمعیت آن در سرشماری سال ۲۰۱۰ میلادی، ۷۲۵ نفر بوده‌است.